# Húsvörös tejelőgomba
A húsvörös tejelőgomba (Lactarius hysginus) a galambgombafélék családjába tartozó, Európában és Észak-Amerikában honos, fenyvesekben élő, nem ehető gombafaj. 

## Megjelenése
A húsvörös tejelőgomba kalapja 5-11 (13) cm széles, alakja fiatalon domború, majd középen bemélyedően vagy kissé tölcséresen kiterül. Széle sokáig lehajló, a kifejlett gombán egyenes. Felszíne finoman szálas-pikkelyes, nedvesen nyálkás. A kalapbőr lehúzható. Színe barna, lilásbarna, vörösbarna, rózsásbarna, gyakran zónázott, közepén sötétebb. 
Húsa fehér, a kalapbőr alatt barnás; levegőn nem változik. Sérülésre fehér tejnedvet ereszt. Szaga cikória- vagy leveskockaszerű; íze égetően csípős. 
Sűrű lemezei tönkhöz nőttek vagy kissé lefutók. Színük halványsárga, idősen okkersárga. 
Tönkje 3-5 cm magas és 1-2 cm vastag. Alakja nagyjából hengeres, idősen üregesedik. Színe halványbarna vagy halvány okkersárga, idősen vörösbarna, gyakran sötétebb mélyedésekkel. Felül általában világosabb.
Spórapora halvány okkersárga. Spórája szélesen elliptikus, felülete bordázottan csíkos; mérete 7-9 x 5-6 µm. 

### Hasonló fajok
A kámfor-tejelőgomba vagy a barnásvörös tejelőgomba hasonlít hozzá. 

## Elterjedése és termőhelye
Európában és Észak-Amerikában honos, mindenütt ritka. 
Fenyvesekben él, különféle tűlevelűekkel alkot gyökérkapcsoltságot. elsősorban lucfenyő alatt fordul elő. Nyáron és ősszel terem. 

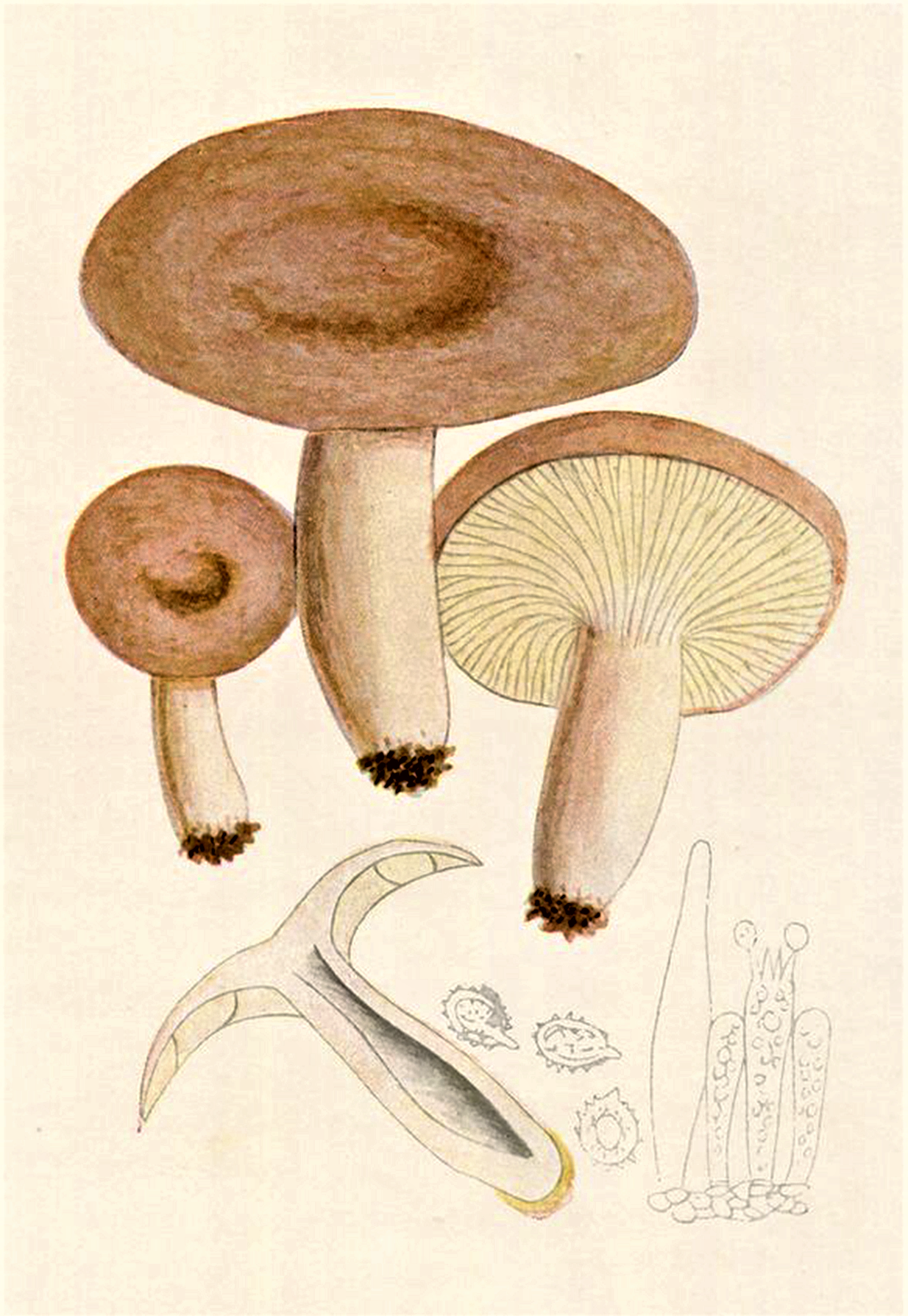
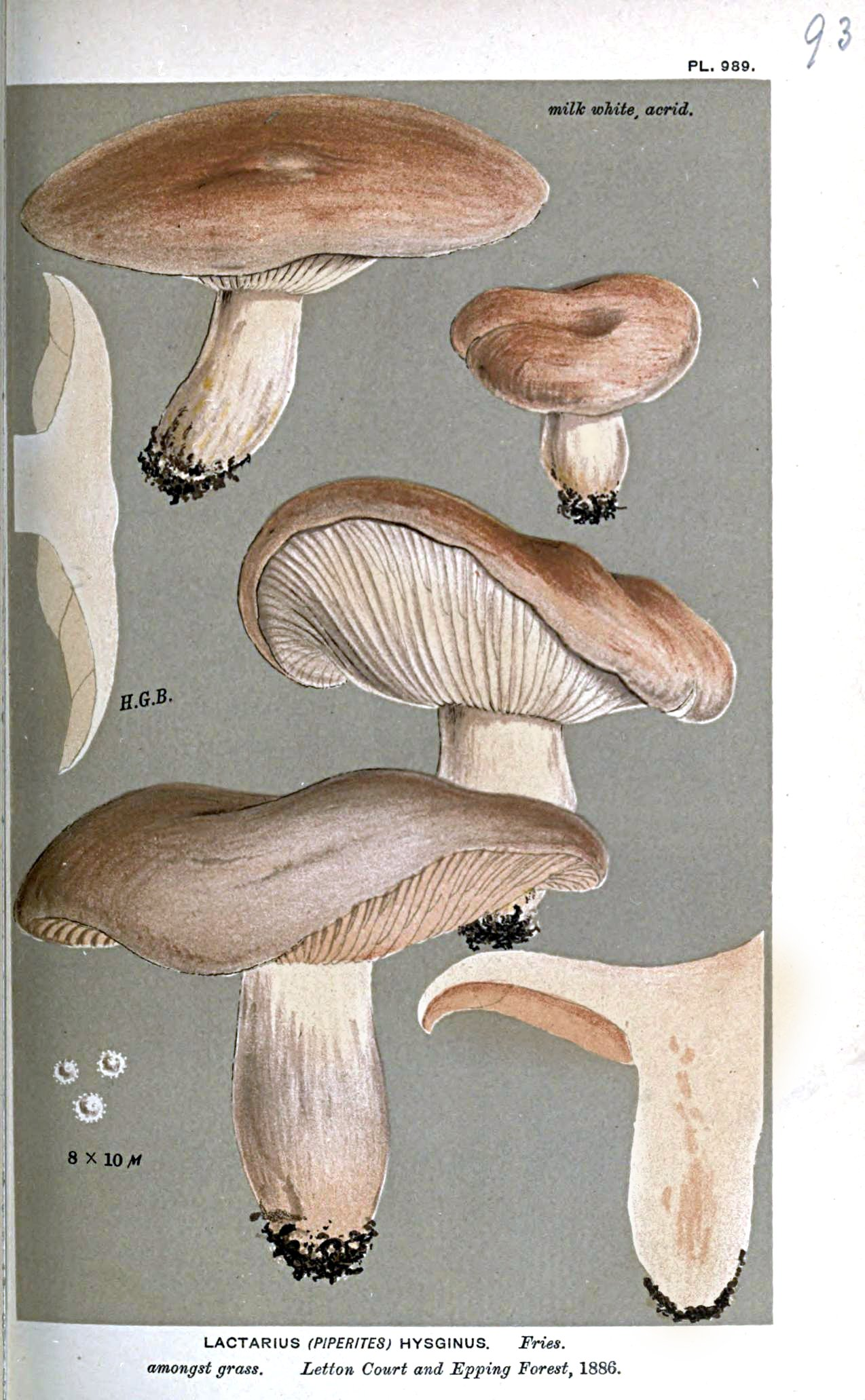

Nem ehető.